# Chaetocraniopsis similis
Chaetocraniopsis similis är en tvåvingeart som först beskrevs av Townsend 1928.  Chaetocraniopsis similis ingår i släktet Chaetocraniopsis och familjen parasitflugor. Inga underarter finns listade i Catalogue of Life.